# 比斯科群島
比斯科群島（英語：Biscoe Islands）是南極洲的群島，毗鄰並平行於南極半島的西岸，位於南極圈稍北的位置，群島延伸130公里，該群島在1832年由英國船長發現。

## 島嶼
主要島嶼有：
- 雷諾島
- 拉瓦錫島
- 拉博島
- 沃特金斯島

附屬島嶼：
- 阿道夫群島
- 巴克羅夫特群島
- 貝茨島
- 貝爾丁島
- 多德曼島
- 杜波依斯島
- 亨尼西群島
- 克羅格島
- 拉克蒂奧諾夫島
- 拉瓦錫島
- 皮特群島
- 楚克里格爾島

65°26′S 65°30′W / 65.433°S 65.500°W